# Girl Thing
Le Girl Thing sono state una girl band britannica formatasi nel 1998. Nonostante abbiano pubblicato solo un album, hanno raggiunto una notorietà internazionale, supportate anche dai produttori Richard Stannard, Elliot Kennedy e Simon Fuller, già artefici del successo delle Spice Girls.

## Storia
Il gruppo si è formato nel 1998 ed era composto da cinque ragazze: Jodi Albert, Anika Bostelaar, Linzi Martin, Michelle Barber e Nikki Stuart. Cavalcando il successo di un'altra girl band molto famosa qualche anno prima, le Spice Girls, si sono presentate al pubblico nel giugno 2000 con il singolo Last One Standing, che riscosse un buon successo arrivando in top10 nel Regno Unito e alla 17 in Australia, e in generale entrando in top20 nella maggior parte delle classifiche mondiali Successivamente hanno pubblicato il singolo Girls on Top, che riscosse però un successo minore in Inghilterra, dove fu annullata la pubblicazione del disco mantenendola però in altri paesi, ovvero il Giappone, la Nuova Zelanda e l'Australia. Il disco, che tra le collaborazioni vantava un duetto con Brian May dei Queen, fu pubblicato il 9 gennaio 2001 e furono estratti anche il singolo "Young, Free and Happy" e l'EP "It's A Girl Thing EP". Le loro incisioni sono state pubblicate dall'etichetta RCA.
Dopo lo scioglimento del gruppo solo Michelle, Jodi e Anika sono rimaste nel mondo dello spettacolo, Michelle è diventata presentatrice sul canale Nickelodeon, mentre Jodi ha recitato nella Soap opera "Hollyoaks" e si è sposata con Kian Egan dei Westlife, Anika ha provato a rilanciarsi come cantate solista nel suo paese nativo (Olanda) con il nome di Kiana, di Nicola e Linzi si sono perse le tracce.
Jodi albert ha fatto parte a partire dal 2008 del gruppo al femminile Wonderland, il cui manager era Louis walsh insieme al marito Kian Egan, il gruppo si  è sciolto sul finire del 2011 dopo una breve e sfortunata carriera.
Nel 2014 le Girl thing si riformano per la trasmissione inglese "The big reunion", saranno presenti tutti i cinque membri originali.

## Curiosità
- Anika Bostelarr prima di entrare nelle Girl thing aveva fatto parte di ben tre gruppi in olanda, i nomi erano Five alive, Petty cash e Twister, queste ultime erano una girlband stile Spice Girls, in Olanda è molto conosciuta anche per aver partecipato al talent show K2toK3 nel quale si cercava la componente per un gruppo noto, e poi di recente si è cimentata come talent scout aprendo una sua personale agenzia, ha lanciato la girlband "Hello august" che in origine era quintetto poi diventato duo.
- Jodi Albert ha studiato alla "Sylvia Young school" di Londra, assieme a Amy Winehouse e Billie Piper.
- Il manager del gruppo era Simon Cowell.
- Linzi Martin ha riprovato a tornare nel mondo nella musica con un'audizione nell'undicesima stagione di the x factor regno unito ma non ha ricevuto i 4 si.

## Discografia

### Album
- 2001 - Girl Thing

### Singoli
- 2000 - Last One Standing
- 2000 - Girls on Top
- 2001 - Young, Free and Happy (solo in Australia)
- 2001 - It's a Girl Thing EP (solo in Nuova Zelanda)